# Rhodochlora ustimargo
Rhodochlora ustimargo es una especie de polilla de la familia Geometridae. La especie fue descrita por primera vez por William Warren habiendo sido descrita en 1909, con distribución en Perú. El holotipo de la especie fue descrita en Cerro de Pasco, distrito de Huancabamba.